# Élodie Ramos
Pour les articles homonymes, voir Ramos.
Élodie Ramos, née le 13 mars 1983 à Aix-en-Provence, est une footballeuse internationale française.
Évoluant au poste d'attaquante, elle commence sa carrière senior au Celtic de Marseille en 2000, son club formateur. Après une saison dans les Bouches-du-Rhône et un passage éclair au SC Schiltigheim, elle rejoint en 2002 le Montpellier Hérault Sport Club où elle évolue durant douze saisons. Elle connait sa première sélection en équipe de France le 22 février 2003 face à la Chine et marque son premier but le 14 mars 2007 face à la Suède. Elle finit sa carrière au Football féminin Nîmes Métropole Gard de 2014 à 2017.
Élodie Ramos est avec Montpellier double championne de France en 2004 et 2005 et vainqueur du Challenge de France en 2009.

## Statistiques et palmarès

### En équipe nationale
Élodie Ramos totalise neuf capes avec l'équipe de France et a marqué un but. Ayant joué principalement des matchs amicaux, elle n'a plus été appelée depuis 2008.
| Date             | Adversaire | Score | Compétition    | Lieu                                                               | Commentaires                                                          |
| ---------------- | ---------- | ----- | -------------- | ------------------------------------------------------------------ | --------------------------------------------------------------------- |
| 22 février 2003  | Chine      | 2-1   | Match amical   | Stade Georges Dartiailh, Marmande, France                          | Remplaçante (entre à la 69e minute)                                   |
| 25 février 2003  | Pays-Bas   | 2-1   | Match amical   | Stade Municipal, Albi, France                                      | Remplaçante (entre à la 61e minute)                                   |
| 7 mars 2007      | Danemark   | 4-0   | Tournoi amical | Stade Francisco Vieira, Silves, Portugal                           | Titulaire (remplacée à la 46e minute)                                 |
| 14 mars 2007     | Suède      | 3-1   | Tournoi amical | Stade municipal de Vila Real, Vila Real de Santo António, Portugal | Remplaçante (entre à la 66e minute) et inscrit un but à la 68e minute |
| 11 avril 2007    | Grèce      | 6-0   | Élim. Euro     | Stade Georges-Pompidou, Valence, France                            | Remplaçante (entre à la 63e minute)                                   |
| 1er octobre 2007 | Pays-Bas   | 1-4   | Match amical   | Stade Mitsubishi Forklift, Almere, Pays-Bas                        | Remplaçante (entre à la 85e minute)                                   |
| 31 octobre 2007  | Slovénie   | 0-2   | Élim. Euro     | Športni Center de Dravograd, Dravograd, Slovénie                   | Remplaçante (entre à la 46e minute)                                   |
| 30 janvier 2008  | Italie     | 1-0   | Match amical   | Stade Francis Turcan, Martigues, France                            | Remplaçante (entre à la 60e minute)                                   |
| 14 décembre 2008 | Pays-Bas   | 2-0   | Match amical   | Stade Paul-Cosyns, Compiègne, France                               | Remplaçante (entre à la 46e minute)                                   |

### En club
Après deux saisons au Celtic Marseille et au SC Schiltigheim où elle démontre de belle qualité, Élodie devient rapidement incontournable dans le milieu de terrain du Montpellier Hérault SC avec qui elle est sacrée deux fois championne de France en 2004 et en 2005, termine trois fois vice-championne de Division 1 en 2006, 2007 et en 2009, remporte le Challenge de France en 2009 et est finaliste de cette même compétition en 2011.
Cependant, à partir de la saison 2009-2010, son temps de jeu dans l'équipe s'amenuise, concurrencée par les étoiles montantes du Montpellier Hérault SC.
| Saison                | Club                  | Championnat           | Championnat | Championnat | Coupe(s) nationale(s) | Coupe(s) nationale(s) | Compétition(s) continentale(s) | Compétition(s) continentale(s) | Compétition(s) continentale(s) | Total | Total |
| Saison                | Club                  | Division              | M.          | B.          | M.                    | B.                    | Comp.                          | M.                             | B.                             | M.    | B.    |
| 2001-2002             | SC Schiltigheim       | Division 1            | 9+          | 13          | 1+                    | 1                     | -                              | -                              | -                              | 10    | 14    |
| Sous-total            | Sous-total            | Sous-total            | 9           | 13          | 1                     | 1                     | -                              | -                              | -                              | 10    | 14    |
| 2002-2003             | Montpellier HSC       | Division 1            | 6+2         | 13+1        | 1+                    | 1                     | -                              | -                              | -                              | 9     | 15    |
| 2003-2004             | Montpellier HSC       | Division 1            | 22+3        | 12+1        |                       |                       | -                              | -                              | -                              | 25    | 13    |
| 2004-2005             | Montpellier HSC       | Division 1            | 22          | 17          | 2+                    | 3                     | C1                             | 6                              | 5                              | 30    | 25    |
| 2005-2006             | Montpellier HSC       | Division 1            | 21          | 9           | 3+                    | 6                     | C1                             | 10                             | 4                              | 34    | 19    |
| 2006-2007             | Montpellier HSC       | Division 1            | 22          | 13          | 4+                    | 4                     | -                              | -                              | -                              | 26    | 17    |
| 2007-2008             | Montpellier HSC       | Division 1            | 22          | 17          | 3                     | 4                     | -                              | -                              | -                              | 25    | 21    |
| 2008-2009             | Montpellier HSC       | Division 1            | 22          | 19          | 5                     | 0                     | -                              | -                              | -                              | 27    | 19    |
| 2009-2010             | Montpellier HSC       | Division 1            | 7           | 2           | 0                     | 0                     | C1                             | 7                              | 4                              | 14    | 6     |
| 2010-2011             | Montpellier HSC       | Division 1            | 9           | 3           | 4                     | 2                     | -                              | -                              | -                              | 13    | 5     |
| 2011-2012             | Montpellier HSC       | Division 1            | 8           | 2           | 1                     | 0                     | -                              | -                              | -                              | 9     | 2     |
| 2012-2013             | Montpellier HSC       | Division 1            | 14          | 5           | 6                     | 3                     | -                              | -                              | -                              | 20    | 8     |
| 2013-2014             | Montpellier HSC       | Division 1            | 18          | 6           | 4                     | 1                     | -                              | -                              | -                              | 22    | 7     |
| Sous-total            | Sous-total            | Sous-total            | 198         | 120         | 33                    | 24                    | -                              | 23                             | 13                             | 254   | 157   |
| 2014-2015             | FF Nîmes              | Division 2            | 22          | 21          | 2                     | 3                     | -                              | -                              | -                              | 24    | 24    |
| 2015-2016             | FF Nîmes              | Division 1            | 19          | 6           | 3                     | 0                     | -                              | -                              | -                              | 22    | 6     |
| 2016-2017             | FF Nîmes              | Division 2            | 15          | 7           | 0                     | 0                     | -                              | -                              | -                              | 15    | 7     |
| Sous-total            | Sous-total            | Sous-total            | 56          | 34          | 5                     | 3                     | -                              | -                              | -                              | 61    | 37    |
| Total sur la carrière | Total sur la carrière | Total sur la carrière | 263         | 167         | 39                    | 28                    | -                              | 23                             | 13                             | 325   | 208   |